# Rappler
Rappler (combinazione delle parole "rap" e "ripple") è un sito web di notizie filippino con sede a Pasig, nell'area urbana di Manila, fondato dalla giornalista Maria Ressa. È iniziato come una pagina Facebook denominata MovePH nell'agosto 2011 ed è diventato un sito web completo il 1º gennaio 2012.
Nel 2018, le agenzie del governo filippino hanno avviato procedimenti legali contro Rappler. Rappler e il suo staff hanno affermato di essere stati presi di mira per le sue rivelazioni sulla corruzione da parte del governo e di funzionari eletti, sull'uso di bot e troll a favore dell'amministrazione di Rodrigo Duterte, e per documentare la sua brutale guerra alla droga nelle Filippine.